# Esna
Esna oder Isna (arabisch إسنا, DMG Isnā; koptisch Sne) ist eine Stadt am westlichen Ufer des Nils in Oberägypten, etwa 55 Kilometer südlich von Luxor und 135 Kilometer nördlich von Assuan. Die Stadt ist durch einen Nilstaudamm, über den eine Straße führt, mit der östlichen Nilseite verbunden. Esna hat über 70.000 Einwohner (Berechnung: 2010) und ist ein Zentrum des koptischen Glaubens. Da hier der Nilbarsch (Lates Niloticus) sehr hoch verehrt und in Nekropolen bestattet wurde, nannten die Griechen den Ort Latopolis.
Die Umgebung von Esna ist auch heute noch von der Landwirtschaft, vor allem dem Anbau von Baumwolle geprägt. In der Stadt ist das Handwerk ein wichtiger Erwerbszweig. Bekannt ist Esna für den erhaltenen Pronaos des Chnum-Tempels aus römischer Zeit, der inmitten der Altstadt neun Meter unter dem heutigen Straßenniveau steht.
Esna trug im Altertum unterschiedliche Namen. Zunächst unter den altägyptischen Namensformen Iunyt, Senat/Senet oder Sechet-Chenmu bekannt, hieß der Ort in ptolemäischer Zeit Latópolis (griechisch Λατόπολις) oder auch Láton Pólis (Λάτων Πόλις). In der römischen Epoche wurde der Name zu lateinisch Lato verkürzt. Der koptische Name der Stadt Sne leitete sich vom altägyptischen Namen ab und ist im arabischen Isnā erhalten.

## Lage
| \| Esna \|      |
| Lage in Ägypten |
| Esna            |

Esna liegt im südlichen Teil Ägyptens am Nil, 145 Kilometer nördlich des Nassersees inmitten einer fruchtbaren Ebene beiderseits des Flusses, hauptsächlich aber nordwestlich der Stadt. Sie weist eine Nord-Süd-Ausdehnung von etwa 27 Kilometer und eine Ost-West-Ausdehnung von bis zu 13 Kilometer auf. Die Ebene wird zu großen Teilen durch das Wasser des Nil künstlich bewässert und landwirtschaftlich genutzt. Daran schließt sich im Osten die Arabische Wüste, im Westen die Libysche Wüste an.
Der Ort gehört administrativ zum Gouvernement al-Uqsur (Luxor). Die sudanesische Grenze im Süden ist etwa 350 Kilometer, das Rote Meer im Nordosten 195 Kilometer entfernt. Mit Assuan und Luxor ist Esna entlang des Nils durch eine Bahnlinie verbunden, die am östlichen Flussufer entlangführt. Der Bahnhof liegt etwa 800 Meter vom Nil entfernt und ist über die Straße des südlichen Nildamms zu erreichen. Das Stadtzentrum befindet sich etwas über einen Kilometer südlich dieses Damms.

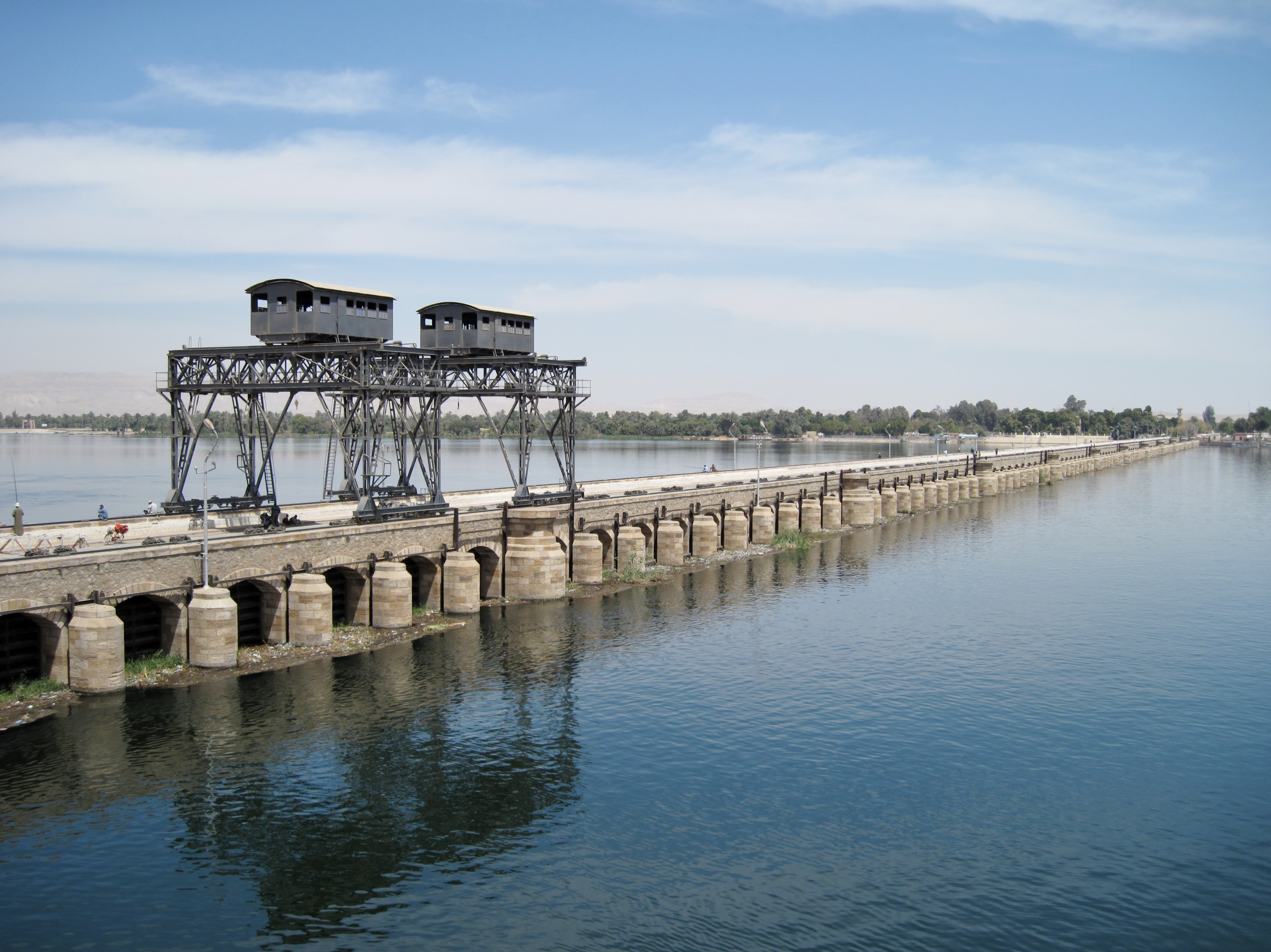
Nildamm in Esna

Mit der Gouvernement-Hauptstadt Luxor ist Esna außer der Bahn durch eine Straße verbunden, die am Ostufer des Nils nach Norden führt. In Luxor befindet sich der nächstgelegene Flughafen Luxor International. Wichtigste Verkehrsader für Esna ist jedoch der Nil, auf dem die für den Tourismus wichtigen Flussreiseschiffe von Luxor nach Assuan verkehren und der Frachtverkehr nach Unterägypten abgewickelt wird. Die Anlegestelle der auf dem Nil verkehrenden Kreuzfahrtschiffe liegt auf Höhe des Stadtzentrums und südlich davon am Souk (Markt) von Esna, von wo aus die Reste des Chnum-Tempels leicht zu Fuß erreichbar sind.

## Geschichte

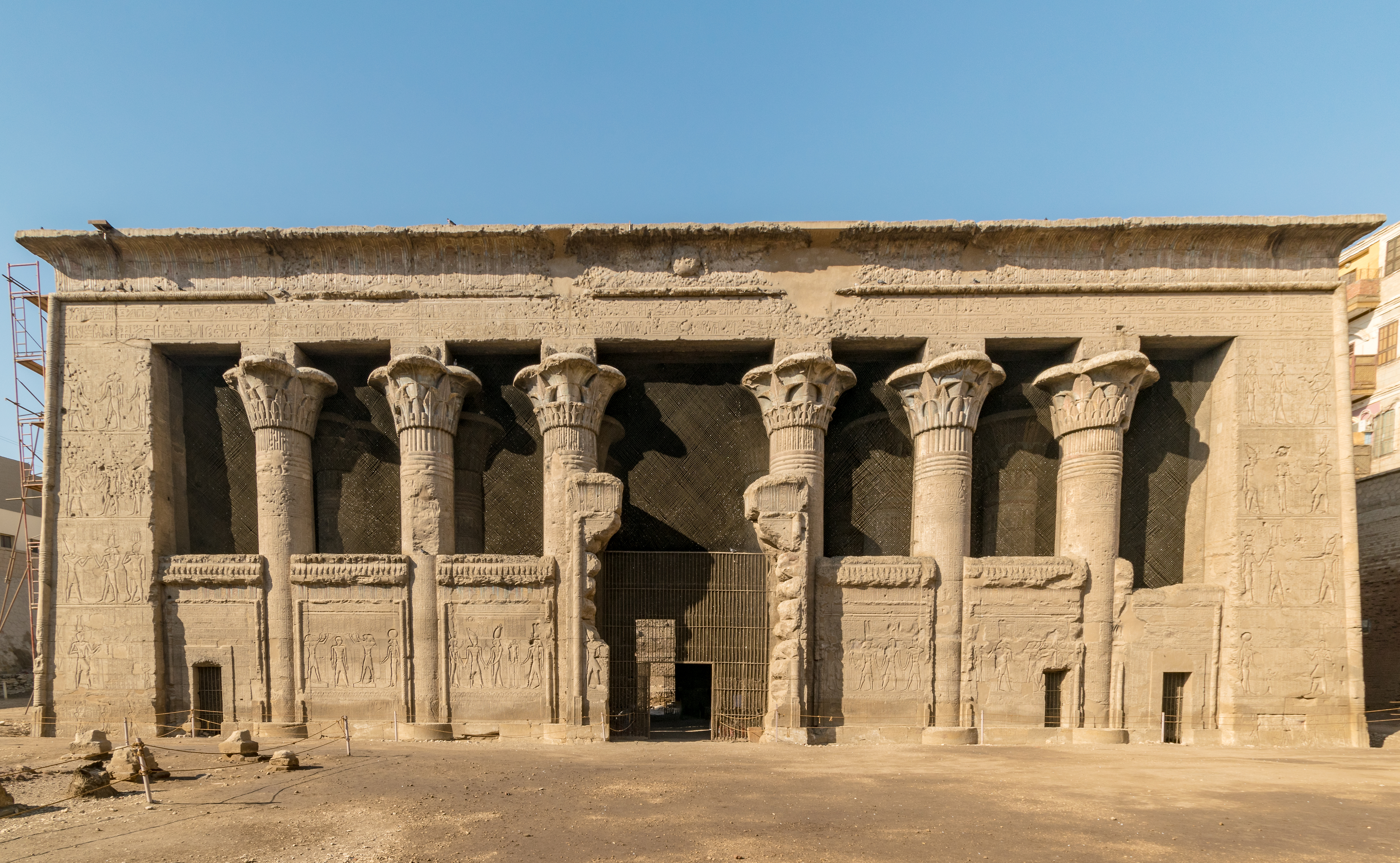
Tempel des Chnum

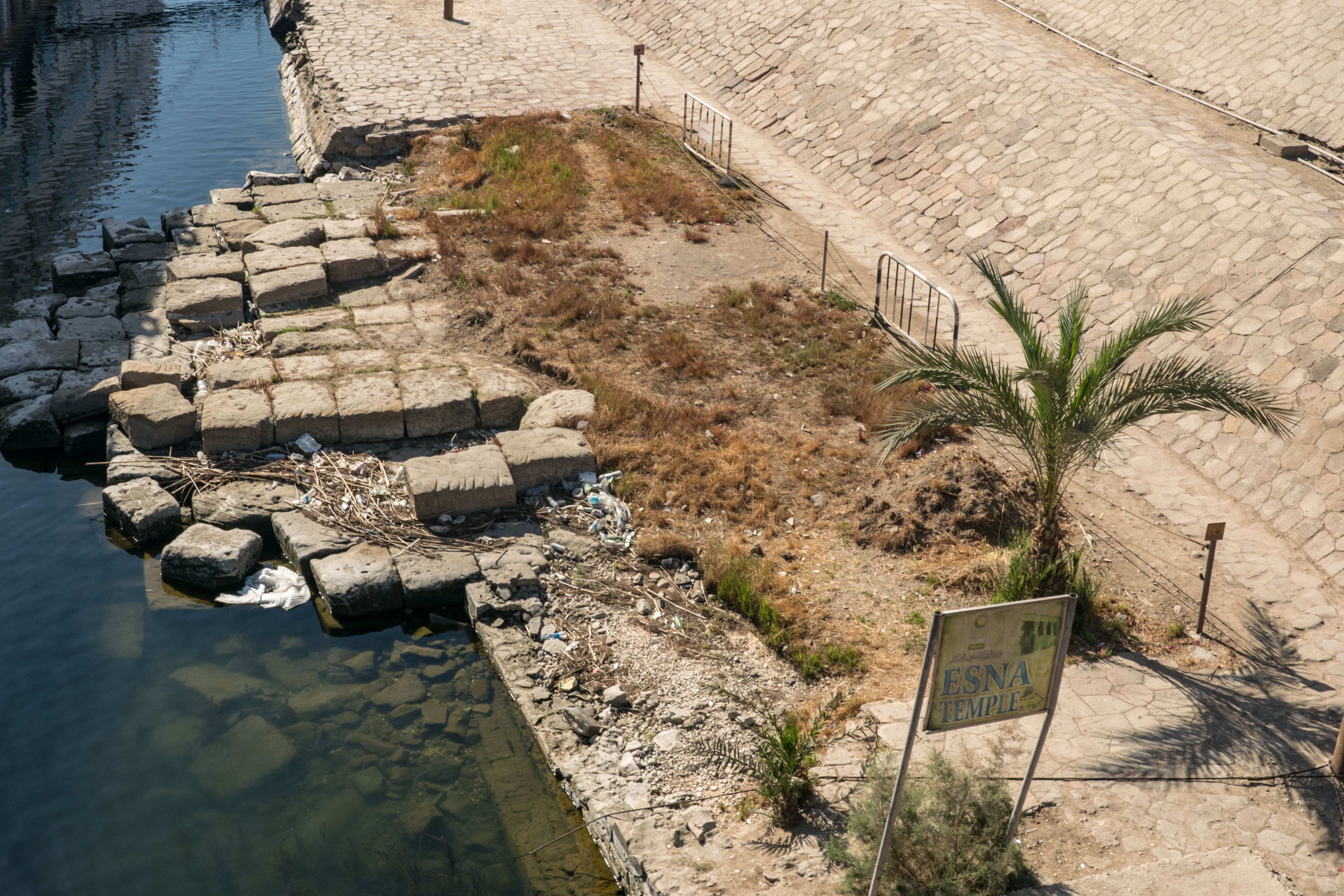
Restfragmente (Steinquader) vom antiken Uferkai

Der freigelegte Pronaos des Chnum-Tempels in Esna liegt mitten im Stadtzentrum, aber neun Meter unterhalb des heutigen Bodenniveaus. Neben dem widderköpfigen Hauptgott Chnum wurden in dem Tempel auch seine Gemahlin Menhit, die Stadtgöttin Nebet-Uu sowie die Götter Heka und Neith verehrt. Mit dem Bau wurde in der Ptolemäerzeit auf den Ruinen eines frühen Heiligtums aus der 18. Dynastie begonnen. Die Fertigstellung der verbliebenen Vorhalle erfolgte in römischer Zeit. So sind die Namen der Kaiser Claudius und Vespasian auf der Vorderseite des Tempels erwähnt. Der Pronaos von Esna gleicht weitestgehend der Vorhalle des Hathor-Tempels in Dendera.
Die Decke des Pronaos wird von 24 mit Blumenkapitellen geschmückten Säulen getragen. Sie zeigt altägyptisch-astronomische Darstellungen über den Seitenschiffen und über dem Mittelschiff zwei Reihen fliegender Geier. Alle Wände sind innen und außen mit Reliefs verziert. Sie zeigen Darstellungen der Kaiser Commodus, Domitian, Titus und Trajan mit den ägyptischen Göttern.
Am Nil ist der auch aus römischer Zeit stammende Uferkai noch in Teilen erhalten. Er trägt Kartuschen des Kaisers Marcus Aurelius. Auch die Reste eines Nilometers (Instrument zur Messung des Nil-Pegels) sind noch zu sehen. Rund 4 km südwestlich auf dem rechten Nilufer wurden bei dem Dörfchen Sarnich zwei Felsstelen entdeckt. Sie werden an den Anfang der Regierungszeit von Amenophis IV. (Echnaton) datiert.

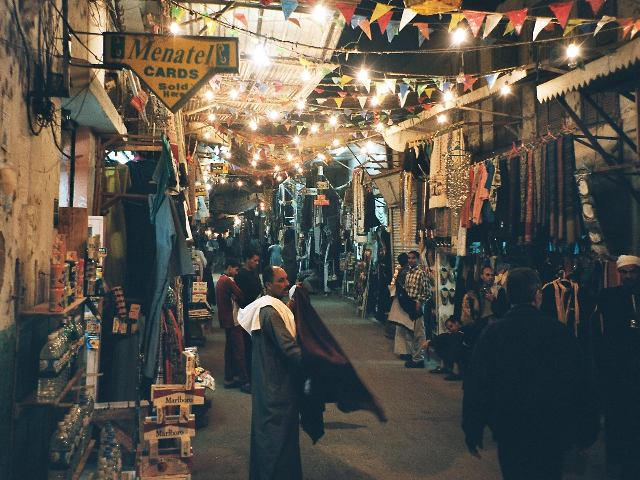
Markt von Esna

Erste wissenschaftliche Grabungen an dem durch Nilschlamm und Bauschutt mehrerer Jahrhunderte verschütteten Chnum-Tempel erfolgten Mitte des 19. Jahrhunderts durch Auguste Mariette. Vorher hatten französische Soldaten im Zuge der Eroberung Ägyptens durch Napoleon Bonaparte bereits Teile der Tempelanlage freigelegt. Das Stadtgebiet hatte sich vorher bis über die Anlagen des Tempels ausgebreitet. Nach der Freilegung wurde der Innenraum der Säulenhalle des Pronaos teilweise als Baumwolllager genutzt.
Um große Gebiete der flussabwärts gelegenen Felder dauerhaft zu bewässern und damit den Anbau von Baumwolle zu ermöglichen, wurde 1908 unter Britischer Herrschaft das Esna-Stauwehr errichtet. In den 1990er Jahren erbaute man nördlich davon eine weitere Staustufe. Beide dienen auch als Nilübergang für den Straßenverkehr. Der Souk von Esna entwickelte sich aufgrund seiner Lage um die Sehenswürdigkeit des Chnum-Tempels in neuerer Zeit zu einem auf den Tourismus zugeschnittenen Markt.

## Söhne und Töchter der Stadt
- Pachomios der Ältere (um 292/298–346), christlicher Heiliger, ägyptischer Mönch und der Gründer der ersten christlichen Klöster
- Mansour El-Essawy (1937–2023), Politiker